# Journey (film, 1972)
Pour les articles homonymes, voir Journey.
Journey est un film canadien écrit, réalisé et produit par Paul Almond en 1972.

## Synopsis
Trouvée à la dérive dans la Rivière Saguenay, se tenant à moitié noyée à un tronc d'arbre, une jeune femme (Geneviève Bujold) est sauvée par Boulder (John Vernon), qui l'amène dans sa commune appelé Undersky. Surnommée Saguenay, d'après le nom de la rivière de laquelle elle fut sauvée, la jeune femme demeure inconsciente pendant plusieurs jours. Peu à peu, elle reprend conscience et se mêle au quotidien des gens de la commune. 
Hantée par son passé qui la condamne, croit-elle, au malheur ainsi que les gens qui l'entourent. Elle quitte la commune et remonte la rivière jusqu'à son embouchure dans l'espoir d'exorciser son passé et de renouer avec le présent.

## Commentaire
Le dernier film de la trilogie de Paul Almond avec Geneviève Bujold, commencée avec Isabel (1968) et The Act of the Heart (1970), est une œuvre obscure et complexe, manquant cependant de la passion des deux premiers. Mal reçu par la critique et échec au box-office, il mit fin à la tentative de Paul Almond de créer un cinéma d'auteur au Québec.